# كازويا ساكاموتو
كازويا ساكاموتو (باليابانية: 坂本 和哉) (مواليد 2 سبتمبر 1987)، هو لاعب كرة قدم سابق كان يلعب كمدافع.

## وصلات خارجية
- كازويا ساكاموتو على موقع قاعدة بيانات كرة القدم.إي يو (الإنجليزية)
- كازويا ساكاموتو على موقع Soccerway.com (الإنجليزية)
- كازويا ساكاموتو على موقع عالم كرة القدم.نت (الإنجليزية)